# Peter Halley
Peter Halley (* 24. září 1953 New York) je americký výtvarník, představitel mj. geometrické abstrakce. Jeho otcem byl advokát rakousko-německého židovského původu Rudolph Halley, matka Janice měla polské kořeny. Studoval na Neworleanské univerzitě, kde v roce 1978 získal titul MFA. V New Orleans žil do roku 1980, kdy se vrátil do rodného New Yorku. V roce 1996 spoluzaložil časopis Index. Rovněž se věnoval přednášení na různých univerzitách. Jeho manželkou je malířka Ann Cravenová.